# 御夷镇
御夷镇，是中國歷史上南北朝時汉化程度较深的拓跋、贺兰部政权北魏防衛原附于拓跋部的柔然的軍鎮之一。
北魏太和年间，为防御柔然而设置的军镇。在今河北省赤城县北。御夷镇不属于六镇，与沃野镇、怀朔镇、武川镇、抚冥镇、柔玄镇、怀荒镇等六镇同为北魏军事重镇。御夷镇在六镇东面。原为御夷城，在今河北省沽源县东北。后置御夷镇，在今河北赤城西北。六鎮之亂後，武泰元年（528年），改御夷镇和怀荒镇为蔚州。